# Militära grader i Röda armén
Militära grader i Röda Armén visar den hierarkiska ordningen i Röda armén. 
När Röda armén bildades avskaffades de militära tjänstegraderna. De ersattes först med ett system av befattningsbenämningar, senare med ett system av tjänstebenämningar inplacerade i befälskategorier och utmärkta genom tjänsteställningstecken. Militära tjänstegrader återinfördes 1935. För kompani- och regementsbefäl var de av typen traditionella officersgrader, för övrig personal var de av samma typ som de tidigare tjänstebenämningarna. För generalspersoner och underbefäl återinfördes grader av traditionell typ 1940. 1943 återinfördes gradbeteckningar av samma typ som under tsarerna.

## Militära befattningsbenämningar 1919-1924
När Röda armén bildades 1918 användes inga militära grader eller gradbeteckningar. Erfarenheterna under det ryska inbördeskriget gjorde emellertid att diverse beteckningar på uniformen började användas för att utmärkta befälsbefattningar. 1919 fastställdes officiellt ett system för befattningsbeteckningar i form av trianglar, kvadrater och romber.

- 1 = Avdelningskommendör (gruppchef), Отделённый командир (Otdeljonnyj komandir)
- 2 = Ställföreträdande plutonskommendör (stf plutch), Помощник командира взвода (Pomosjtjnik komandira vzvoda)
- 3 = Äldste (kompanikvartermästare), Старшина (Starsjina)
- 4 = Plutonskommendör (plutonchef), Командир взвода (Komandir vzvoda)
- 5 = Kompanikommendör (kompanichef), Командир роты (Komandir roty)
- 6 = Bataljonskommendör (bataljonschef), Командир батальона (Komandir bataljona)
- 7 = Regementskommendör (regementschef), Командир полка (Komandir polka)
- 8 = Brigadkommendör (brigadchef), Командир бригады (Komandir brigady)
- 9 = Divisionskommendör (fördelningschef), Начальник дивизии (Natjalnik divizii)
- 10 = Armékommendör (fältarméchef), Командующий армией (Komandujusjtjij armijej)
- 11 = Frontkommendör (armégruppchef), Командующий фронтом (Komandujusjtjij frontom)

## Militära befälskategorier 1924-1935

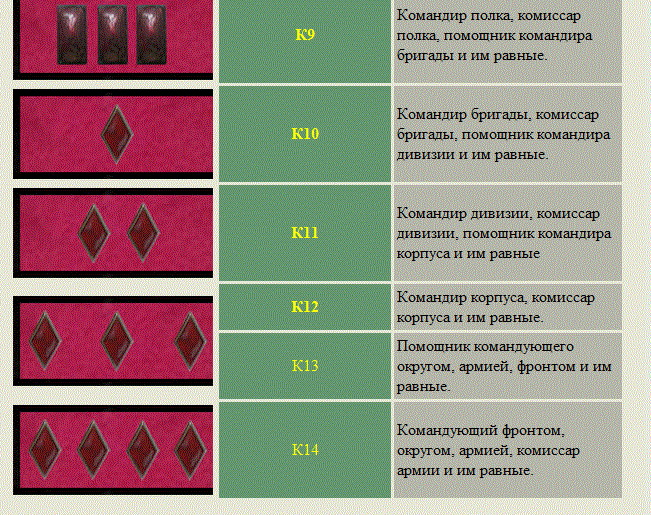
Beteckningar för kategori 9-14.

De befattningsbenämningar som införts under inbördeskriget var oklara och återspeglade inte tydligt vilka befogenheter bärarna hade. Efter inbördeskrigets slut infördes därför 1924 ett begränsat militärt gradsystem i form av befälskategorier. All militär personal med befälsfunktioner  indelades i fyra befälsgrupper: lägsta befälsgruppen, mellersta befälsgruppen, högre befälsgruppen och högsta befälsgruppen. Denna indelning motsvarade den traditionella indelningen i underbefäl, kompaniofficerare, regementsofficerare och generalspersoner. Inom varje befälsgrupp fanns det ett antal befälskategorier. Till den lägsta befälsgruppen hörde befälskategori 1 och 2 (K1, K2); till den mellersta K3, K4, K5 och K6; till den högre K7, K8 och K9; till den högsta K10, K11, K12, K13 och K14. Till varje befälskategori fanns det ett antal befattningar på samma befälsnivå.

### Tjänsteställningstecken och befattningsbenämningar vid landstridskrafterna
| Befälskategori | Befattningar | Tjänsteställningsbeteckning |
| -------------- | --- | --------------------------- |
| K1             | Omgångskommendör Biträdande avdelningskommendör Äldre skytt Kulspruteskytt Bilförare Motorcyklist och likställda                                  |                             |
| K1             | Avdelningskommendör Riktare och likställda |                             |
| K2             | Biträdande plutonskommendör Pjäskommendör och likställda                                                                                          |                             |
| K2             | Kompaniäldste Batteriäldste Kommendörer lätt stridsvagn Tornkommendörer medeltung stridsvagn Mekaniker/förare medeltung stridsvagn och likställda |                             |
| K3             | Plutonskommendör Kommendör medeltung eller tung stridsvagn och likställda                                                                         |                             |
| K4             | Kommendörer avdelt pluton Kommendörer stridsvagnspluton Kommendör utbildningspluton Biträdande kompanikommandörer och likställda                  |                             |
| K5             | Kompanikommendör Kompanipolitruk och likställda                                                                                                   |                             |
| K6             | Kommendör avdelt kompani Kommendör utbildningskompani Kommendör stridsvagnskompani Biträdande bataljonskommendör och likställda                   |                             |
| K7             | Bataljonskommendör Bataljonskommissarie och likställda                                                                                            |                             |
| K8             | Biträdande regementskommendör och likställda |                             |
| K9             | Regementskommendör Regementskommissarie Biträdande brigadkommendör och likställda                                                                 |                             |
| K10            | Brigadkommendör Brigadkommissarie Biträdande divisionskommendör och likställda                                                                    |                             |
| K11            | Divisionskommendör Divisionskommissarie Biträdande armékårskommendör och likställda                                                               |                             |
| K12            | Armékårskommendör Armékårskommissarie och likställda                                                                                              |                             |
| K13            | Biträdande befälhavare för militärområde, front, armé samt likställda                                                                             |                             |
| K14            | Befälhavare för militärområde, front, armé Armékommissarie och likställda                                                                         |                             |
| Källa:         | |                             |

### Tjänsteställningstecken och befattningsbenämningar vid sjöstridskrafterna
| Befälskategori | Befattningar                                                                                 | Tjänsteställningsbeteckning |
| -------------- | -------------------------------------------------------------------------------------------- | --------------------------- |
| K1             | Gruppkommendör Biträdande avdelningskommendör                                                |                             |
| K1             | Avdelningskommendör Båtsman                                                                  |                             |
| K2             | Äldre båtsman                                                                                |                             |
| K2             | Högre båtsman                                                                                |                             |
| K3             | Plutonskommendör                                                                             |                             |
| K4             | Biträdande vakthavande kommendör                                                             |                             |
| K5             | Kommendör fartyg av 4. rangen Förste biträdande kommendör fartyg av 3. rangen och likställda |                             |
| K6             | Kommendör fartyg av 3. rangen Förste biträdande kommendör fartyg av 2. rangen och likställda |                             |
| K7             | Kommendör fartyg av 2. rangen                                                                |                             |
| K8             | Förste biträdande kommendör fartyg av 1. rangen och likställda                               |                             |
| K9             | Kommendör fartyg av 1. rangen och likställda                                                 |                             |
| K10            | Kommendör fartygsbrigad                                                                      |                             |
| K11            | Eskaderbefälhavare                                                                           |                             |
| K12            | Flottiljbefälhavare                                                                          |                             |
| K13            | Befälhavare för flotta Högste befälhavare för Röda flottan                                   |                             |
| K14            | saknade motsvarighet                                                                         | saknade motsvarighet        |
| Källa:         |                                                                                              |                             |

### Truppslagsfärger
Kategoribeteckningar vid land- och flygstridskrafterna bars på olikfärgade kragspeglar vars färger betecknade truppslag.
- Hallonrött med svart passpoal bars av infanteriet.
- Blått med svart passpoal bars av kavalleriet och flygstridskrafterna.
- Svart med röd passpoal bars av artilleriet.
- Svart med blå passpoal bars av de tekniska trupperna.
- Mörkgrönt med röd passpoal bars av underhållstjänsten, militärjurister, militärläkare och militärveterinärer.
- Svart med ljusgrön passpoal bars av järnvägstrupperna.
- Svart med svart passpoal bars av de kemiska trupperna.

## Militära grader 1935-1940
Militära grader infördes genom en resolution antagen av Folkkommissariernas råd den 22 september 1935. Samtidigt avskaffades de tidigare använda befälskategorierna.

### Militära grader vid land- och flygstridskrafterna

#### Truppbefäl och trupp
- Marskalk av Sovjetunionen Маршал Советского Союза (Marshal Sovietskovo Soyuza)
- Armékommendör av första rangen Командарм 1 ранга (Komandarm 1 ranga)
- Armékommendör av andra rangen Командарм 2 ранга (Komandarm 2 ranga)
- Kårkommendör Комкор (Komkor)
- Divisionskommendör Комдив (Komdiv)
- Brigadkommendör Комбриг (Kombrig)

- Överste Полковник (Polkovnik)
- Major Майор (Mayor)
- Kapten Капитан (Kapitan)

- Äldre löjtnant Старший лейтенант (Starshiy leytenant)
- Löjtnant Лейтенант (Leytenant)
- Yngre löjtnant Младший лейтенант (Mladshiy leytenant) införd 1937

- Äldste Старшина (Starshina)
- Yngre plutonskommendör Младший комвзвода (Mladshiy komvzvoda)
- Avdelningskommendör Отделенный командир (Otdelenniy komandir)

- Rödarmist Красноармеец (Krasnoarmeyets)

#### Politiska kommissarier
- Armékommissarie av första rangen Армейский комиссар 1 ранга (Armejskij komissar 1 ranga)
- Armékommissarie av andra rangen Армейский комиссар 2 ранга (Armejskij komissar 2 ranga
- Kårkommissarie Корпусной комиссар (Korpusnoj komissar)
- Divisionskommissarie Дивизионный комиссар (Divizionnij komissar)
- Brigadkommissarie Бригадный комиссар (Brigadnij komissar)

- Regementskommissarie Полковой комиссар (Polkovoj komissar)
- Bataljonskommissarie Батальонный комиссар (Batalionnij komissar)
- Äldre politruk Старший политрук (Starsjij politruk)

- Politruk Политрук (Politruk)
- Yngre politruk Младший политрук (Mladsjij politruk)
- Biträdande politruk Заместитель политрука (Zamestitel politruka) införd 1938

#### Civilmilitärer
- Arméingejör Арминженер (Arminzhener) // Arméintendent Арминтендант (Armintendant) // Arméläkare/Arméveterinär Армврач/Ветармврач (Armvrach/Vetarmvrach) // Arméjurist Армвоенюрист (Armvoenyurist)
- Kåringenjör Коринженер (Korinzhener) // Kårintendent  Коринтендант (Korintendant)// Kårläkare/Kårveterinär Корврач/Веткорврач (Korvrach/Vetkorvrach) // Kårjurist Корвоенюрист (Korvoenyurist)
- Divisionsingenjör Дивинженер (Divinzhener) // Divisionsintendent Дивинтендант (Divintendant) // Divisionsläkare/Divisionsveterinär Дивврач/Ветдивврач (Divvrach/Vetdivvrach) // Divisionsjurist Диввоенюрист (Divvoenyurist)
- Brigadingenjör  Бригинженер (Briginzhener) // Brigadintendent Бригинтендант (Brigintendant)// Brigadläkare/Brigadveterinär  Бригврач/Ветбригврач (Brigvrach/Vetbrigvrach) // BrigadjuristБригвоенюрист (Brigvoenyurist)

- Militäringenjör av första rangen Военинженер 1 ранга (Voeninzhener 1 ranga) // Intendent av första rangen Интендант 1 ранга (Intendant 1 ranga) // Militärläkare/Militärveterinär av första rangen Военврач 1 ранга/Ветвоенврач 1 ранга (Voenvrach 1 ranga/Vetvoenvrach 1 ranga) // Militärjurist av 1 rangen Военюрист 1 ранга (Voenyurist 1 ranga)
- Militäringenjör av andra rangen Военинженер 2 ранга (Voeninzhener 2 ranga) // Intendent av andra rangen Интендант 2 ранга (Intendant 2 ranga) // Militärläkare/Militärveterinär av andra rangen Военврач 2 ранга/Ветвоенврач 2 ранга (Voenvrach 2 ranga/Vetvoenvrach 2 ranga) // Militärjurist av andra rangen Военюрист 2 ранга (Voenyurist 2 ranga)
- Militäringenjör av tredje rangen Военинженер 3 ранга (Voeninzhener 3 ranga)// Intendent av tredje rangen Интендант 3 ранга (Intendant 3 ranga) // Militärläkare/Militärveterinär av tredje rangen Военврач 3 ранга/Ветвоенврач 3 ранга (Voenvrach 3 ranga/Vetvoenvrach 3 ranga) // Militärjurist av tredje rangen Военюрист 3 ранга (Voenyurist 3 ranga)

- Militärtekniker av första rangen Воентехник 1 ранга (Voentehnik 1 ranga) //Intendenturtekniker av första rangen  Техник-интендант 1 ранга (Tehnik-intendant 1 ranga) // Äldre fältskär/Äldre veterinärfältskär Старший военфельдшер/Старший ветвоенфельдшер (Starshiy voenfeldsher/Starshiy vetvoenfeldsher) // Militärjurist Военюрист (Voenyurist)
- Militärtekniker andra rangen Воентехник 2 ранга (Voentehnik 2 ranga) // Intendenturtekniker andra rangen Техник-интендант 2 ранга (Tehnik-intendant 2 ranga) // Fältskär/Veterinärfältskär Военфельдшер/ветвоенфельдшер (Voenfeldsher/vetvoenfeldsher) // Yngre militärjurist Младший военюрист (Mladshiy voenyurist)
- Yngre militärtekniker Младший воентехник (Mladshiy voentehnik)

### Gradbeteckningar vid land- och flygstridskrafterna

#### Befälhavare
| Militärgrad                                                                    | Gradbeteckningar                                                    | Gradbeteckningar | Gradbeteckningar | Militärgrad från maj 1940                           |
| Militärgrad                                                                    | Underärmar Endast truppbefälet bar gradbeteckningar på underärmarna | Kragspeglar      | Kappans krage    | Militärgrad från maj 1940                           |
| ------------------------------------------------------------------------------ | ------------------------------------------------------------------- | ---------------- | ---------------- | --------------------------------------------------- |
| Brigadkommendör Комбриг (Kombrig)                                              |                                                                     |                  |                  | Генерал-майор (Generalmajor)                        |
| Divisionskommendör Комдив (Komdiv)                                             |                                                                     |                  |                  | Генерал-лейтенант (Generallöjtnant)                 |
| Kårkommendör Комкор (Komkor)                                                   |                                                                     |                  |                  | генерал-полковник (Generalöverste)                  |
| Armékommendör av andra rangen Командарм 2 ранга (Komandarm 2 ranga)            |                                                                     |                  |                  | Генерал армии (Armégeneral)                         |
| Armékommendör av första rangen Командарм 1 ранга (Komandarm 1 ranga)           |                                                                     |                  |                  | Генерал армии (Armégeneral)                         |
| Marskalk av Sovjetunionen Маршал Советского Союза (Marshal Sovietskovo Soyuza) |                                                                     |                  |                  | Маршал Советского Союза (Marskalk av Sovjetunionen) |

#### Befäl
| Militär grad                                                      | Gradbeteckningar                                                    | Gradbeteckningar | Gradbeteckningar |
| Militär grad                                                      | Underärmar Endast truppbefälet bar gradbeteckningar på underärmarna | Kragspeglar      | Kappans krage    |
| ----------------------------------------------------------------- | ------------------------------------------------------------------- | ---------------- | ---------------- |
| Överste Полковник (Polkovnik)                                     |                                                                     |                  |                  |
| Major Майор (Mayor)                                               |                                                                     |                  |                  |
| Kapten Капитан (Kapitan)                                          |                                                                     |                  |                  |
| Äldre löjtnant Старший лейтенант (Starshiy leytenant)             |                                                                     |                  |                  |
| Löjtnant Лейтенант (Leytenant)                                    |                                                                     |                  |                  |
| Yngre löjtnant Младший лейтенант (Mladshiy leytenant) införd 1937 |                                                                     |                  |                  |

#### Lägre befäl
| Militär grad                                                  | Gradbeteckningar | Gradbeteckningar |
| Militär grad                                                  | Kragspeglar      | Kappans krage    |
| ------------------------------------------------------------- | ---------------- | ---------------- |
| Äldste Старшина (Starshina)                                   |                  |                  |
| Yngre plutonskommendör Младший комвзвода (Mladshiy komvzvoda) |                  |                  |
| Avdelningskommendör Отделенный командир (Otdelenniy komandir) |                  |                  |

#### Meniga
| Militär grad                            | Gradbeteckningar |
| Militär grad                            | Kragspeglar      |
| --------------------------------------- | ---------------- |
| Rödarmist Красноармеец (Krasnoarmeyets) |                  |
| Rödarmist vid kavalleriet               |                  |

#### Truppslagstecken

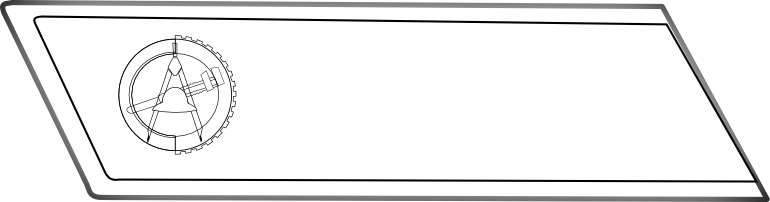
Truppslagstecken bars på kragspeglarna.

Från vänster till höger:
Första raden: Signaltrupperna och signalister i andra truppslag, ingenjörstrupperna, kemiska trupperna, järnvägstrupperna, fältläkarkåren, fältveterinärkåren (silver), pontonjärer
Andra raden: Flygstridskrafterna, pansartrupperna, fältarbetstrupperna, arméingenjörer och armétekniker, artilleriet och granatkastarförband i andra truppslag, intendenturkåren, militärmusiker
Tredje raden: Infanteriet (inget truppslagstecken), kavalleriet (inget truppslagtecken) transporttrupperna, auditörkåren, elektrotekniska trupperna

- Källa:[6]

#### Truppslagsfärger
Truppslagstecknen bars på kragspeglar vars färger betecknade truppslag.
- Hallonrött med svart paspoal bars av infanteriet.
- Blått med svart paspoal bars av kavalleriet.
- Ljusblått med svart paspoal bars av flygstridskrafterna.
- Svart med röd paspoal bars av artilleriet och pansartrupperna.
- Svart med blå paspoal bars av de tekniska trupperna.
- Mörkgrönt med röd paspoal bars av underhållstjänsten, militärjurister, militärläkare och militärveterinärer.

### Militära grader och gradbeteckningar vid örlogsflottan
| Militära grader                | Tekniker och ingenjörer Hallonrätt kläde mellan guldgaloner | Gradbeteckningar |
| ------------------------------ | ----------------------------------------------------------- | ---------------- |
| Rödflottist                    | -                                                           |                  |
| Avdelningskommendör            | -                                                           |                  |
| Äldste                         | -                                                           |                  |
| Högbåtsman                     | -                                                           |                  |
| Yngre löjtnant                 | Yngre militärtekniker                                       |                  |
| \|Militärtekniker av 2. rangen |                                                             |                  |
| Äldre löjtnant                 | Militärtekniker av 1. rangen                                |                  |
| \|Militäringenjör av 3. rangen | \|                                                          |                  |
| Kapten av 3. rangen            | Militäringenjör av 2. rangen                                |                  |
| Kapten av 2. rangen            | Militäringenjör av 1. rangen                                |                  |
| Kapten av 1. rangen            | Ingenjörsflaggman av 3. rangen                              |                  |
| Flaggman av 2. rangen          | Ingenjörsflaggman av 2. rangen                              |                  |
| Flaggman av 1. rangen          | Ingenjörsflaggman av 1. rangen                              |                  |
| Flottflaggman av 2. rangen     | Ingenjörsflottflaggman                                      |                  |
| Flottflaggman av 1. rangen     | -                                                           |                  |
| Källa:                         |                                                             |                  |

### Tjänstegrensfärger i örlogsflottan
| Befälskår                             | Befälskår                       | Galonernas metallfärg | Färg på klädet mellan galonerna |
| ------------------------------------- | ------------------------------- | --------------------- | ------------------------------- |
| Sjö                                   | Sjö                             | GULD                  | användes inte                   |
| Kustartilleri                         | Kustartilleri                   | GULD                  | mörkbrunt                       |
| Marinflyg                             | Marinflyg                       | GULD                  | ljusblått                       |
| Politiskt befäl                       | Politiskt befäl                 | GULD                  | rött                            |
| Militärtekniker och militäringenjörer | Flottan                         | GULD                  | hallonrött                      |
| Militärtekniker och militäringenjörer | Kustartilleriet och marinflyget | SILVER                | hallonrött                      |
| Intendenturen                         | Intendenturen                   | SILVER                | användes inte                   |
| Läkare och veterinärer                | Läkare och veterinärer          | SILVER                | grönt                           |
| Militärjurister                       | Militärjurister                 | SILVER                | violett                         |

## Militära grader 1940-1943

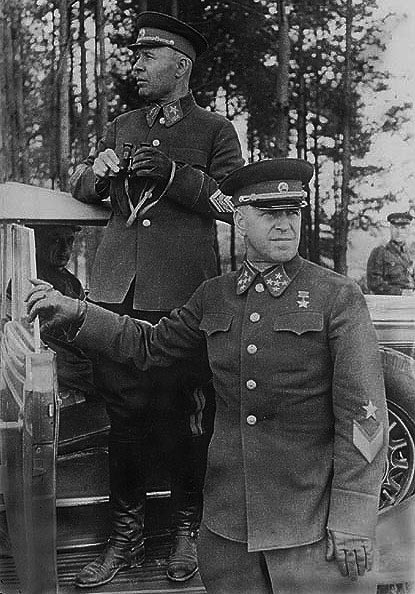
Marskalk Timosjenko och armégeneral Zjukov 1940.

1940 infördes generalsgrader för den högsta befälsgruppen. De militära graderna överstelöjtnant och äldre bataljonskommissarie infördes också samma år liksom traditionella militära grader för den lägsta befälsgruppen. Traditionella militära grader för flygstridskrafternas, artilleriets och pansartruppernas ingenjörstekniska officerare och för intendenturofficerare infördes år 1942. Då infördes också nya militära grader för artilleritekniska officerare. I början på 1943 infördes traditionella militära grader för medicinska och veterinärmedicinska officerare samt för officerare i ingenjörsteknisk, militärjuridisk och administrativ tjänst.
Den 9 oktober 1942 infördes ett enhetligt chefskap för Röda arméns förband och systemet med politiska kommissarier avskaffades. Det politiska befälet skulle inplaceras som truppbefäl på den nivå de hade kompetens för.

### Militära grader vid land- och flygstridskrafterna

#### Trupp och truppbefäl
- Rödarmist Красноармеец  Menig рядовой införd 21 maj 1940
- Gefreiter Ефрейтор införd 3 december 1940
- Yngre sergeant Младший сержант införd 3 december 1940
- Sergeant Сержант införd 3 december 1940
- Äldre sergeant Старший сержант införd 3 december 1940
- Äldste Старшина införd 3 december 1940
- Yngre löjtnant Младший лейтенант
- Löjtnant Лейтенант
- Äldre löjtnant Старший лейтенант
- Kapten Капитан
- Major Майор
- Överstelöjtnant Подполковник införd 26 juli 1940
- Överste Полковник
- Generalmajor, generalmajor vid flyget, generalmajor vid pansartrupperna, generalmajor vid artilleriet, generalmajor vid ingenjörstrupperna, generalmajor vid de tekniska trupperna, generalmajor vid underhållstrupperna Генерал-майор, Генерал-майор авиации, Генерал-майор танковых войск, Генерал-майор артиллерии, Генерал-майор инженерных войск, Генерал-майор технических войск, Генерал-майор войск связи införd 7 maj 1940
- Generallöjtnant, generallöjtnant vid flyget, generallöjtnant vid pansartrupperna, generallöjtnant vid artilleriet, generallöjtnant vid ingenjörstrupperna, generallöjtnant vid de tekniska trupperna, generallöjtnant vid underhållstrupperna Генерал-лейтенант, Генерал-лейтенант авиации, Генерал-лейтенант танковых войск, Генерал-лейтенант артиллерии, Генерал-лейтенант инженерных войск, Генерал-лейтенант технических войск, Генерал-лейтенант войск связи införd 7 maj 1940
- Generalöverste, generalöverste vid flyget, generalöverste vid pansartrupperna, generalöverste vid artilleriet, generalöverste vid ingenjörstrupperna, generalöverste vid de tekniska trupperna, generalöverste vid underhållstrupperna Генерал-полковник, Генерал-полковник авиации, Генерал-полковник танковых войск, Генерал-полковник артиллерии, Генерал-полковник инженерных войск, Генерал-полковник технических войск, Генерал-полковник войск связи införd 7 maj 1940
- Armégeneral Генерал армии införd 7 maj 1940
- Marskalk av Sovjetunionen Маршал Советского Союза

#### Ingenjörstekniska befäl
Dessa grader infördes för den ingenjörstekniska personalen vid flygstridskrafterna den 22 januari, vid artilleriet den 3 mars och vid pansartrupperna den 8 mars 1942 samt för den ingenjörstekniska tjänsten 4 februari 1943.
- Teknikerlöjtnant Техник-лейтенант
- Äldre teknikerlöjtnant Старший техник-лейтенант
- Ingenjörskapten Инженер-капитан
- Ingenjörsmajor Инженер-майор
- Ingenjörsöverstelöjtnant Инженер-подполковник
- Ingenjörsöverste Инженер-полковник
- Generalmajor vid flygingenjörstjänsten, generalmajor vid artilleriingenjörstjänsten, generalmajor vid pansaringenjörstjänsten, generalmajor vid den ingenjörstekniska tjänsten Генерал-майор инженерно-авиационной службы, Генерал-майор инженерно-артиллерийской службы, Генерал-майор инженерно-танковой службы, Генерал-майор инженерно-технической службы

- Generallöjtnant vid flygingenjörstjänsten, generallöjtnant vid artilleriingenjörstjänsten, generallöjtnant vid pansaringenjörstjänsten, generallöjtnant vid den ingenjörstekniska tjänsten Генерал-лейтенант инженерно-авиационной службы. Генерал-лейтенант инженерно-артиллерийской службы, Генерал-лейтенант инженерно-танковой службы, Генерал-лейтенант инженерно-технической службы

- Generalöverste vid flygingejörstjänsten, generalöverste vid artilleriingenjörstjänsten, generalöverste vid pansaringenjörstjänsten, generalöverste vid den ingenjörtekniska tjänsten Генерал-полковник инженерно-авиационной службы, Генерал-полковник инженерно-артиллерийской службы, Генерал-полковник инженерно-танковой службы, Генерал-полковник инженерно-технической службы

#### Artilleritekniska befäl
Dessa grader infördes den 14 september 1942.
- Kapten vid den artilleritekniska tjänsten Капитан артиллерийско-технической службы
- Major vid den artilleritekniska tjänsten  Майор артиллерийско-технической службы
- Överstelöjtnant vid den artilleritekniska tjänsten Подполковник артиллерийско-технической службы
- Överste vid den artilleritekniska tjänsten Полковник артиллерийско-технической службы

#### Intendenturbefäl
Dessa grader infördes den 30 mars 1942.
- Löjtnant vid intendenturtjänsten Лейтенант интендантской службы
- Äldre löjtnant vid intendenturtjänsten Старший лейтенант интендантской службы
- Kapten vid intendenturtjänsten Капитан интендантской службы
- Major vid intendenturtjänsten Майор интендантской службы
- Överstelöjtnant vid intendenturtjänsten Подполковник интендантской службы
- Överste vid intendenturtjänsten Полковник интендантской службы

#### Medicinalbefäl
Dessa grader infördes den 2 januari 1943:
- Yngre löjtnant vid den medicinska tjänsten Младший лейтенант медицинской службы
- Löjtnant vid den medicinska tjänsten Лейтенант медицинской службы
- Äldre löjtnant vid den medicinska tjänsten Старший лейтенант медицинской службы
- Kapten  vid den medicinska tjänsten Капитан медицинской службы
- Major  vid den medicinska tjänsten Майор медицинской службы
- Överstelöjtnant vid den medicinska tjänsten Подполковник медицинской службы
- Överste vid den medicinska tjänsten Полковник медицинской службы
- Generalmajor vid den medicinska tjänstenГенерал-майор медицинской службы
- Generallöjtnant vid den medicinska tjänsten Генерал-лейтенант медицинской службы
- Generalöverste vid den medicinska tjänsten Генерал-полковник медицинской службы

#### Veterinärbefäl
Dessa grader infördes den 2 januari 1943:
- Yngre löjtnant vid veterinärtjänsten Младший лейтенант ветеринарной службы
- Löjtnant vid veterinärtjänsten Лейтенант ветеринарной службы
- Äldre löjtnant vid veterinärtjänsten Старший лейтенант ветеринарной службы
- Kapten vid veterinärtjänsten Капитан ветеринарной службы
- Major vid veterinärtjänsten Майор ветеринарной службы
- Överstelöjtnant vid veterinärtjänsten Подполковник ветеринарной службы
- Överste vid veterinärtjänsten Полковник ветеринарной службы
- Generalmajor vid veterinärtjänsten Генерал-майор ветеринарной службы
- Generallöjtnant vid veterinärtjänsten Генерал-лейтенант ветеринарной службы
- Generalöverste vid veterinärtjänsten Генерал-полковник ветеринарной службы

#### Justitiebefäl
Dessa grader infördes den 4 februari 1943:
- Yngre justitielöjtnant Младший лейтенант юстиции
- Justitielöjtnant Лейтенант юстиции
- Äldre justitielöjtnant Старший лейтенант юстиции
- Justitiekapten Капитан юстиции
- Justitiemajor Майор юстиции
- Justitieöverstelöjtnant Подполковник юстиции
- Justitieöverste Полковник юстиции
- Justitiegeneralmajor Генерал-майор юстиции
- Justitiegenerallöjtnant Генерал-лейтенант юстиции
- Justitiegeneralöverste Генерал-полковник юстиции

#### Administrativa befäl
Dessa grader infördes den 4 februari 1943:
- Yngre löjtnant vid den administrativa tjänsten Младший лейтенант административной службы
- Löjtnant vid den administrativa tjänsten Лейтенант административной службы
- Äldre löjtnant vid den administrativa tjänsten Старший лейтенант административной службы
- Kapten vid den administrativa tjänsten Капитан административной службы
- Major vid den administrativa tjänsten Майор административной службы
- Övertelöjtnant vid den administrativa tjänsten Подполковник административной службы
- Överste vid den administrativa tjänsten Полковник административной службы

#### Flygtekniska befäl
Dessa grader infördes 21 oktober 1944: 
- Kapten vid den flygtekniska tjänsten капитан авиационно-технической службы
- Major vid den flygtekniska tjänsten майор авиационно-технической службы
- Överstelöjtnant vid den flygtekniska tjänsten подполковник авиационно-технической службы
- Överste vid den flygtekniska tjänsten полковник авиационно-технической службы

### Gradbeteckningar vid land- och flygstridskrafterna

#### Högsta befäl
| Militär grad                                                                   | Gradbeteckningar                                                    | Gradbeteckningar |
| Militär grad                                                                   | Underärmar Endast truppbefälet bar gradbeteckningar på underärmarna | Kragspeglar      |
| ------------------------------------------------------------------------------ | ------------------------------------------------------------------- | ---------------- |
| Marskalk av Sovjetunionen Маршал Советского Союза (Marshal Sovietskovo Soyuza) |                                                                     |                  |
| Armégeneral Генерал армии (General armiyi)                                     |                                                                     |                  |
| Generalöverste Генерал-полковник (General-polkovnik)                           |                                                                     | ´                |
| Generallöjtnant Генерал-лейтенант (General-lejtenant) Flygvapnet               |                                                                     |                  |
| Generalmajor Генерал-майор (General-major) Panstartrupperna                    |                                                                     |                  |

#### Högre befäl
| Militär grad                                | Gradbeteckningar                                                    | Gradbeteckningar |
| Militär grad                                | Underärmar Endast truppbefälet bar gradbeteckningar på underärmarna | Kragspeglar      |
| ------------------------------------------- | ------------------------------------------------------------------- | ---------------- |
| Överste Полковник (Polkovnik)               |                                                                     |                  |
| Överstelöjtnant Подполковник (Podpolkovnik) |                                                                     |                  |
| Major Майор (Mayor)                         |                                                                     |                  |
| Kapten Капитан (Kapitan)                    |                                                                     |                  |

#### Mellanbefäl
| Militär grad                                          | Gradbeteckningar                                                    | Gradbeteckningar |
| Militär grad                                          | Underärmar Endast truppbefälet bar gradbeteckningar på underärmarna | Kragspeglar      |
| ----------------------------------------------------- | ------------------------------------------------------------------- | ---------------- |
| Äldre löjtnant Старший лейтенант (Starshiy leytenant) |                                                                     |                  |
| Löjtnant Лейтенант (Leytenant)                        |                                                                     |                  |
| Yngre löjtnant Младший лейтенант (Mladshiy leytenant) |                                                                     |                  |

#### Lägre befäl
| Militär grad                                       | Gradbeteckningar |
| Militär grad                                       | Kragspeglar      |
| -------------------------------------------------- | ---------------- |
| Fanjunkare Старшина (Starshina)                    |                  |
| Äldre sergeant Старший сержант (Starshiy serzhant) |                  |
| Sergeant Сержант (Serzhant)                        |                  |
| Yngre sergeant Младший сержант (Mladshiy serzhant) |                  |

#### Manskap
| Militär grad                 | Gradbeteckningar |
| Militär grad                 | Kragspeglar      |
| ---------------------------- | ---------------- |
| Korpral Ефрейтор (Yefreytor) |                  |
| Menig рядовой (Ryadovoy)     |                  |

### Militära grader och gradbeteckningar vid örlogsflottan
| Militär grader      | Militär grader              | Gradbeteckningar |
| Flottan             | Kustartilleriet Marinflyget |                  |
| ------------------- | --------------------------- | ---------------- |
| Rödflottist         |                             |                  |
| Äldre rödflottist   |                             |                  |
| Båtsman 2. graden   | Yngre sergeant              |                  |
| Båtsman 1. graden   | Sergeant                    |                  |
| \|Äldre sergeant    |                             |                  |
| Styrman             | Äldste                      |                  |
| Yngre löjtnant      |                             |                  |
| Löjtnant            |                             |                  |
| Äldre löjtnant      |                             |                  |
| Kaptenlöjtnant      | Kapten                      | \|               |
| Kapten av 3. rangen | Major                       |                  |
| Kapten av 2. rangen | Överstelöjtnant             |                  |
| Kapten av 1. rangen | Överste                     |                  |
| Konteramiral        | Generalmajor                |                  |
| Viceamiral          | Generallöjtnant             | 45px             |
| Amiral              | Generalöverste              |                  |
| Flottamiral         | - -                         |                  |
|                     |                             |                  |

#### Flygtekniska befäl
4 mars 1942 infördes nya grader för militärtekniker och militäringenjörer i flygtekniskt tjänst vid örlogsflottan:
- Teknikerlöjtnant
- Äldre teknikerlöjtnant
- Ingenjörskapten
- Ingenjörsmajor
- Ingenjörsöverstelöjtnant
- Ingenjörsöverste
- Generalmajor vid den flygtekniska tjänsten
- Generallöjtnant vid den flygtekniska tjänsten
- Generalöverste vid den flygtekniska tjänsten

Källa:

#### Kustartilleritekniska befäl
19 juni 1942 infördes nya grader för militärtekniker och militäringenjörer vid kustartilleriet:
- Yngre teknikerlöjtnant
- Teknikerlöjtnant
- Äldre teknikerlöjtnant
- Ingenjörskapten
- Ingenjörsmajor
- Ingenjörsöverstelöjtnant
- Ingenjörsöverste
- Ingenjörsgeneralmajor
- Ingenjörsgenerallöjtnant
- Ingenjörsgeneralöverste

Källa:

#### Intendenturbefäl med mera
Nya grader infördes även intendenturbefäl, medicinalbefäl, veterinärbefäl, justitiebefäl samtidigt som vid övriga delar av Röda Armén. Tjänstegraderna för örlogsflottan var samma som vid land- och flygstridskrafterna (se ovan).

## Militära grader 1943-1945
Det system med militära grader som stegvis införts under perioden 1940-1943 behölls när Röda armén återinförde den typ av gradbeteckningar som hade funnits i Kejsardömet Ryssland. Graderna flygmarskalk, marskalk av artilleriet och marskalk av pansartrupperna infördes den 16 maj 1943. Graderna marskalk av underhållstrupperna och marskalk av ingenjörstrupperna samt graderna flygövermarskalk, övermarskalk av artilleriet, övermarskalk av pansartrupperna, övermarskalk av underhållstrupperna och övermarskalk av ingenjörstrupperna infördes 9 oktober 1943.

### Grader och gradbeteckningar vid land- och flygstridskrafterna

#### Marskalkar och generaler
| Militär grad | Gradbeteckningar |
| Militär grad | Epåletter        |
| --- | ---------------- |
| Marskalk av Sovjetunionen Маршал Советского Союза (Marshal Sovietskovo Soyuza)                                                                                 |                  |
| Övermarskalk av truppslag Главный маршал рода войск (Glavniy marshal roda voysk) Artilleriet, flygvapnet, pansartrupperna, signaltrupperna, tekniska trupperna | fältaxelklaff    |
| Marskalk av truppslag Маршал рода войск (Marshal roda voysk) Artilleriet, flygvapnet, pansartrupperna, signaltrupperna, tekniska trupperna                     |                  |
| Armégeneral Генерал армии (General armiyi]) Armén |                  |
| Generalöverste Генерал -полко́вник (General-polkovnik) Armén |                  |
| Generallöjtnant Генера́л-лейтена́нт (General-lejtenant) Flygvapnet                                                                                               |                  |
| Generalmajor Генера́л-майо́р (General-major) Armén |                  |

#### Officerare
| Militär grad                                                      | Gradbeteckningar |
| Militär grad                                                      | Epåletter        |
| ----------------------------------------------------------------- | ---------------- |
| Överste Полковник (Polkovnik) Infanteriet                         |                  |
| Överstelöjtnant Подполковник (Podpolkovnik) Tekniska trupperna    |                  |
| Major Майор (Mayor) Kavalleriet                                   |                  |
| Kapten Капитан (Kapitan) Pansartrupperna                          |                  |
| Äldre löjtnant Старший лейтенант (Starshiy leytenant) Flygvapnet  |                  |
| Löjtnant Лейтенант (Leytenant) Intendenturtjänsten                |                  |
| Yngre löjtnant Младший лейтенант (Mladshiy leytenant) Artilleriet |                  |

#### Sergeanter
| Militär grad                                                         | Gradbeteckningar | Gradbeteckningar |
| Militär grad                                                         | Epåletter        | Fältaxelklaffar  |
| -------------------------------------------------------------------- | ---------------- | ---------------- |
| Fanjunkare Старшина (Starshina) Tekniska trupperna                   |                  |                  |
| Äldre sergeant Старший сержант (Starshiy serzhant) Sjukvårdstjänsten |                  |                  |
| Sergeant Сержант (Serzhant) Pansartrupperna                          |                  |                  |
| Yngre sergeant Младший сержант (Mladshiy serzhant) Kavalleriet       |                  |                  |

#### Manskap
| Militär grad                            | Gradbeteckningar | Gradbeteckningar |
| Militär grad                            | Epåletter        | Fältaxelklaffar  |
| --------------------------------------- | ---------------- | ---------------- |
| Korpral Ефрейтор (Yefreytor) Flygvapnet |                  |                  |
| Menig рядовой (Ryadovoy) Infanteriet    |                  |                  |

### Truppslagsfärger vid lantstridskrafterna
De epåletter av tsarrysk typ som infördes 1943 hade olika färgkombinationer för att visa truppslagstillhörighet.
| Truppslag                         | Fält                   | Fält                   | Paspoal                | Paspoal                |
| Manskap och sergeanter            | Manskap och sergeanter | Manskap och sergeanter | Manskap och sergeanter | Manskap och sergeanter |
| --------------------------------- | ---------------------- | ---------------------- | ---------------------- | ---------------------- |
| Infanteriet och armén i allmänhet |                        | hallonrött             |                        | svart                  |
| Kavalleriet                       |                        | blått                  |                        | svart                  |
| Artilleriet och pansartrupperna   |                        | svart                  |                        | rött                   |
| Tekniska trupper                  |                        | svart                  |                        | svart                  |
| Sjukvårdstrupper Veterinärtrupper |                        | mörkgrönt              |                        | rött                   |

### Militära grader och gradbeteckningar vid örlogsflottan

#### Flottan
| Militära grader vid flottan | Gradbeteckningar | Gradbeteckningar |
| --------------------------- | ---------------- | ---------------- |
| Rödflottist                 |                  |                  |
| Äldre rödflottist           |                  |                  |
| Båtsman 2. graden           | 45px             | 45px             |
| Båtsman 1. graden           |                  |                  |
| Högbåtsman                  |                  |                  |
| Styrman                     |                  |                  |
| Yngre löjtnant              |                  |                  |
| Löjtnant                    |                  |                  |
| Äldre löjtnant              |                  |                  |
| Kaptenlöjtnant              | \| \|\|          |                  |
| Kapten av 3. rangen         |                  |                  |
| Kapten av 2. rangen         |                  |                  |
| Kapten av 1. rangen         |                  |                  |
| Konteramiral                |                  |                  |
| Viceamiral                  |                  |                  |
| Amiral                      |                  |                  |
| Flottamiral                 |                  |                  |
| Källa:                      |                  |                  |

#### Övriga vapenslag och personalkårer
| Vapenslag/personalkår            | Typ av grader | Exempel på gradbeteckning                     |
| -------------------------------- | --- | --------------------------------------------- |
| Kustartilleriet Marininfanteriet | Lantmilitära grader från yngre sergeant till generalöverste. | Generallöjtnant                               |
| Marinflyget                      | Lantmilitära grader från yngre sergeant till generalöverste. | Generalmajor av marinflyget                   |
| Mariningenjörer                  | Sjömilitära grader föreställda med "Ingenjörs-", utom för subalternofficersgraderna vilka var föreställde med "Tekniker-".                                                                                 | Ingenjörsamiral                               |
| Kustartilleriingenjörer          | Lantmilitära grader föreställda med "Ingenjörs-", utom för subalternofficersgraderna vilka var föreställde med "Tekniker-".                                                                                | Ingenjörsgeneralöverste                       |
| Marinflygingenjörer              | Lantmilitära grader föreställda med "Ingenjörs-", utom för subalternofficersgraderna vilka var föreställde med "Tekniker-" och för generalspersoner vilka hade efterleden "vid den flygtekniska tjänsten." | Generallöjtnant vid den flygtekniska tjänsten |
| Marinintendenter                 | Lantmilitära grader vilka hade efterleden "vid intendenturtjänsten." | Generalmajor vid intendenturtjänsten          |
| Marinläkare                      | Lantmilitära grader vilka hade efterleden "vid den medicinska tjänsten." | Generalmajor vid den medicinska tjänsten      |
| Marinläkare                      | Marinläkare utan militärmedicinsk utbildning bar smala epåletter. | Generalöverste vid den medicinska tjänsten    |
| Marinveterinärer                 | Lantmilitära grader vilka hade efterleden "vid veterinärtjänsten." | Generallöjtnant vid veterinärtjänsten         |
| Marinjurister                    | Lantmilitära grader föreställda med "Justitie-". | Justitiegeneralmajor                          |
| Källa:                           | |                                               |

## Efter 1945
För perioden efter 1945, se Militära grader i Sovjetarmén.

## Bilder

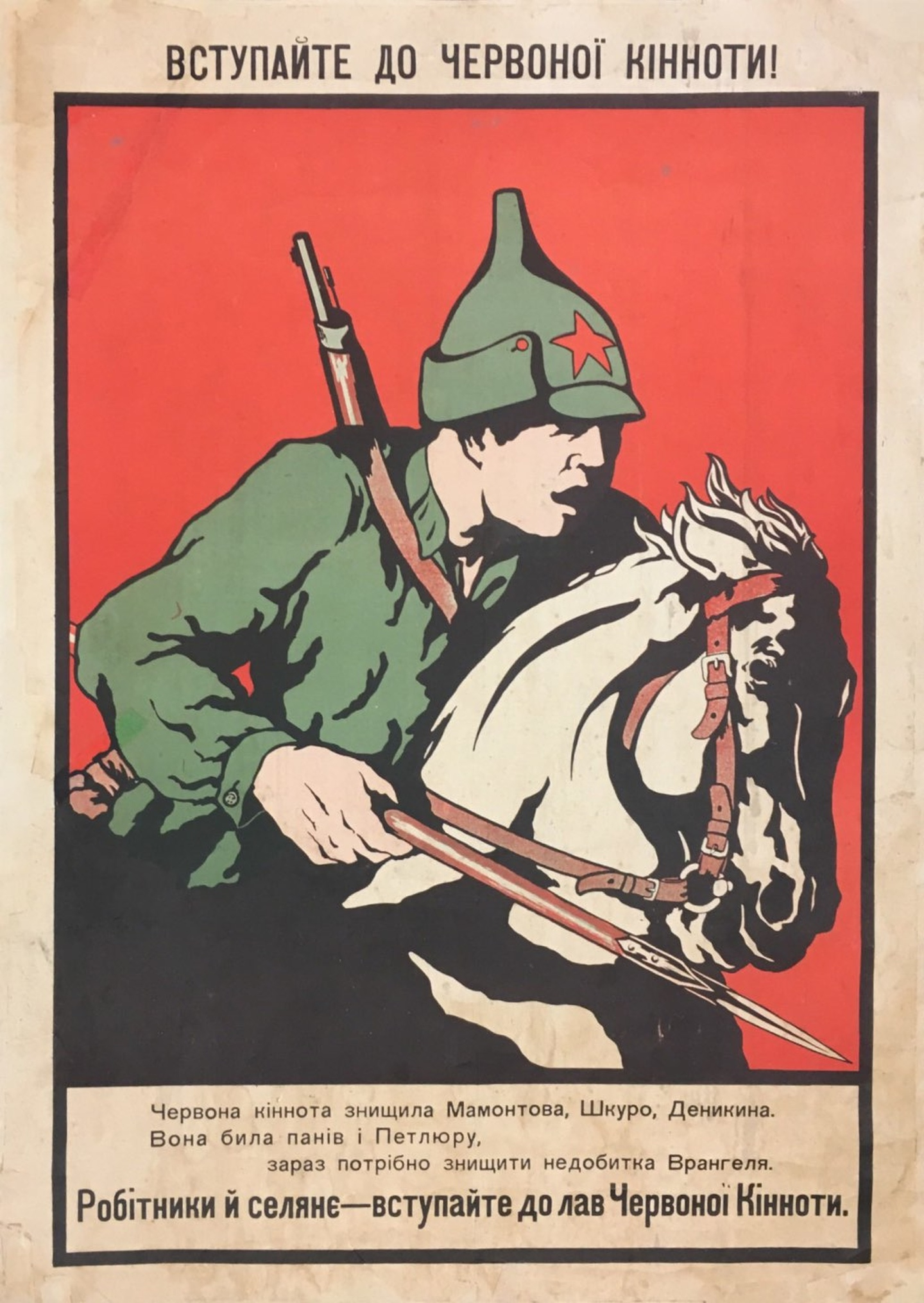
Rekryterings affisch för Röda armén 1920.
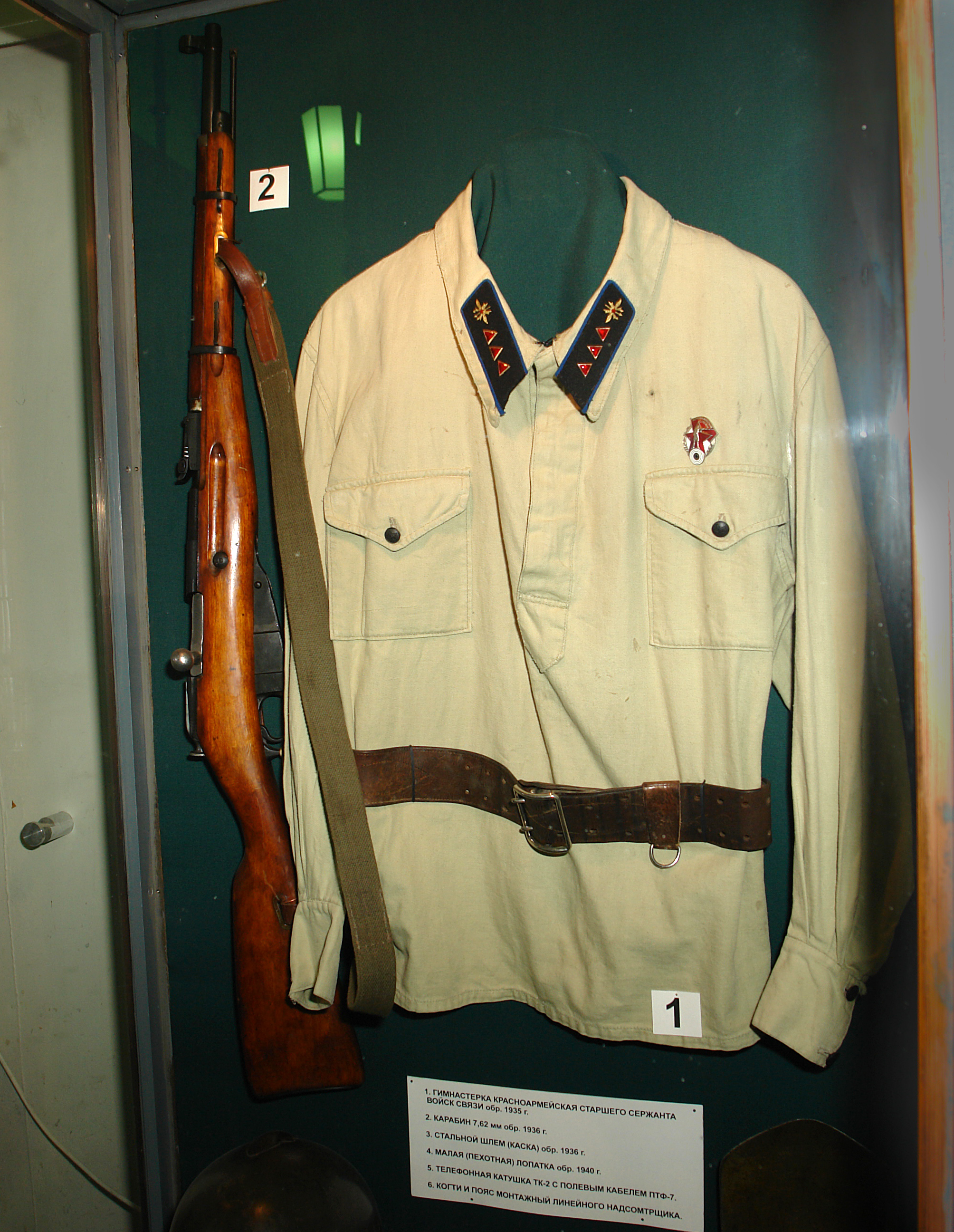
Sommarblus med gradbeteckning modell 1935.
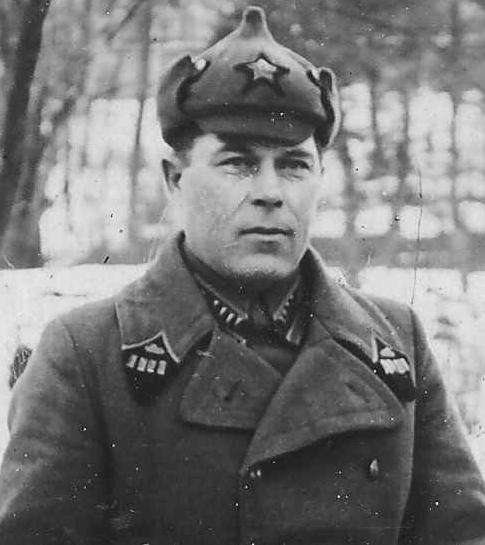
Överste 1940.
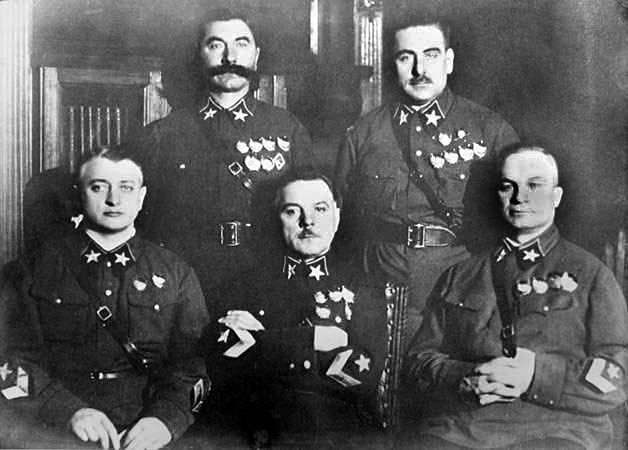
Fem marskalkar av Sovjetunionen 1935.
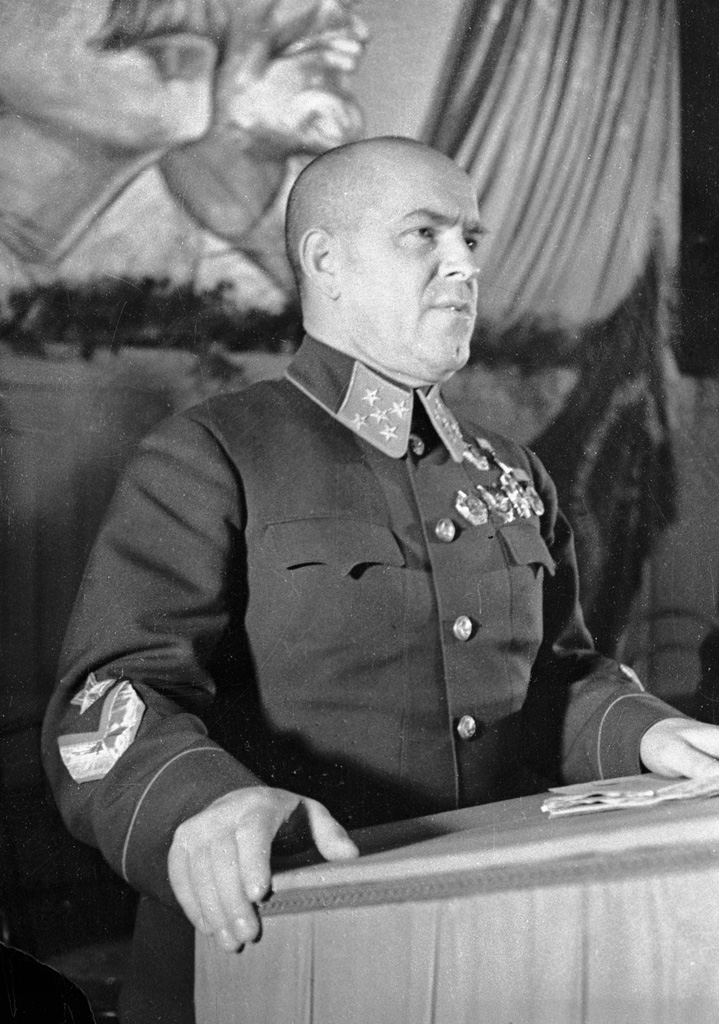
Georgij Zjukov 1940.
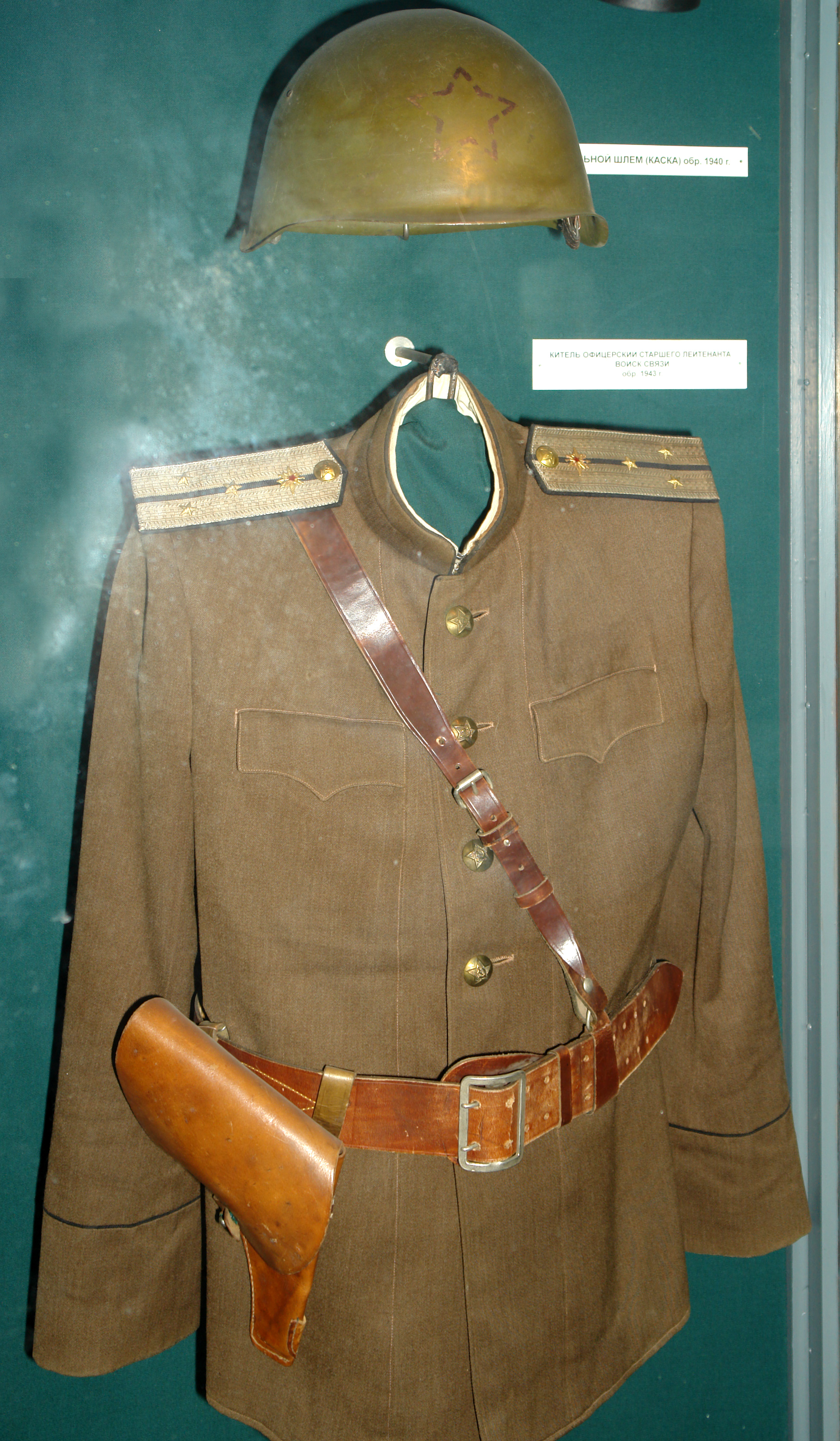
Uniform modell 1943.
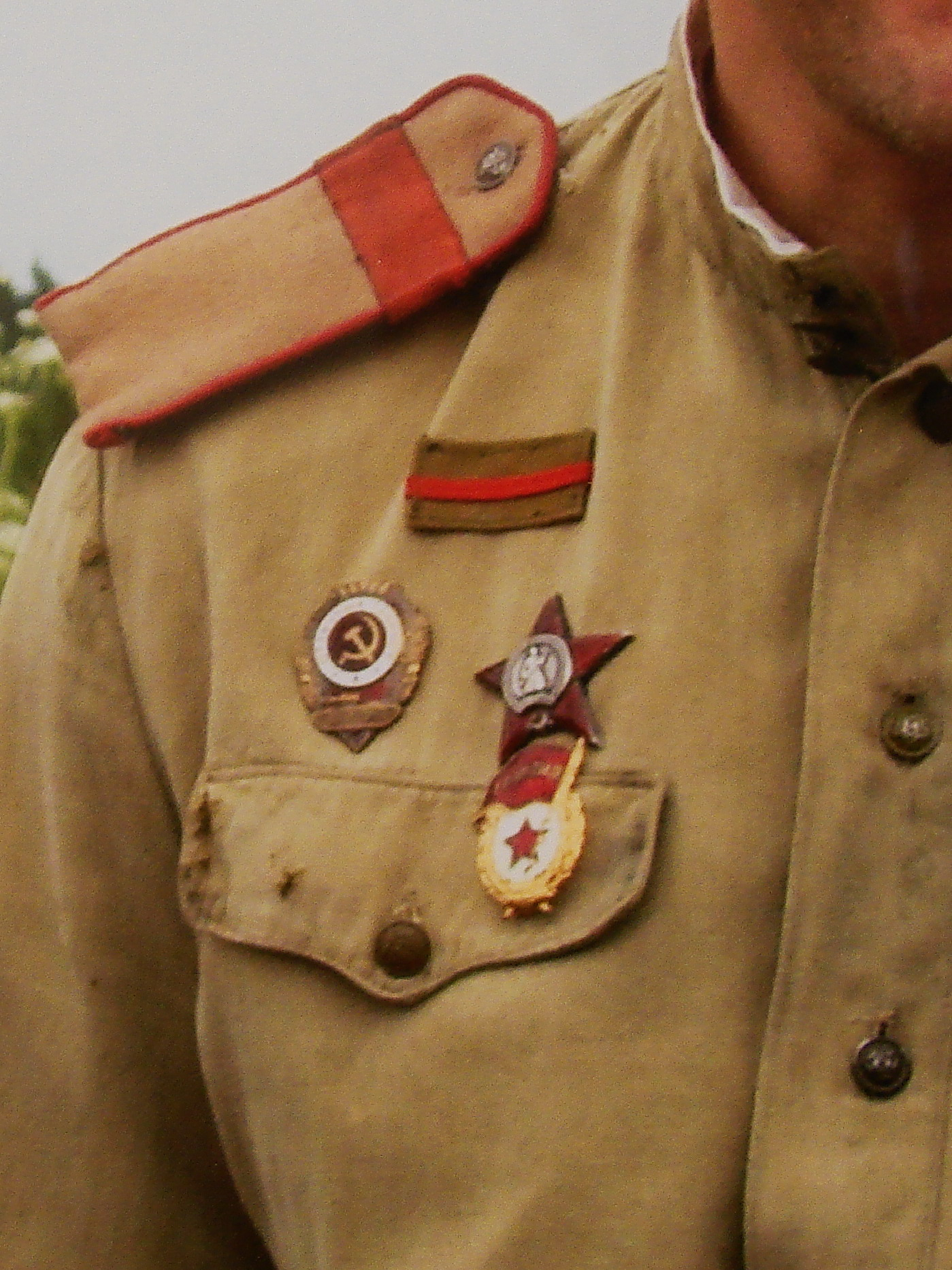
Fältaxelklaffar modell 1943.